# Vladimír Dzuro
Vladimír Dzuro (* 1961 Kladno) je bývalý český policejní vyšetřovatel a vyšetřovatel válečných zločinů. Byl členem týmu vyšetřovatelů Mezinárodního trestního tribunálu pro bývalou Jugoslávii, později od roku 2004 do roku 2023 vedl kancelář Úřadu pro vnitřní záležitosti OSN v New Yorku. Podílel se na vyšetřování válečných zločinů Srbů na území Chorvatska a Bosny a Hercegoviny v průběhu války v Jugoslávii.
V roce 1983 nastoupil jako vyšetřovatel ke kriminální policii v Praze 10. Mezi lety 1993 až 1995 působil v české ústředně Interpolu. Následně v letech 1994 až 1995 působil jako civilní zaměstnanec mírových jednotek OSN UNPROFOR v Jugoslávii. Vedl tým, který měl v oblasti Sarajeva zajišťovat bezpečnost civilních zaměstnanců mise. Od roku 1995 zastával funkci vyšetřovatele Mezinárodního trestního tribunálu pro bývalou Jugoslávii, kde se podílel na vyšetřování válečných zločinů, jako například masakru na farmě Ovčara. Skupina vyšetřovatelů na pohřebišti provedla v září a říjnu 1996 exhumaci těl. V červnu roku 1997 jeho tým společně s polskou speciální jednotkou GROM v rámci operace Květinka (Little Flower) s pověřením prokurátorky tribunálu Louis Arbourové zatkl obviněného Slavka Dokmanoviče, bývalého srbského starostu Vukovaru, který se na masakru na farmě Ovčara měl osobně podílet. Jednalo se o první zatčení obviněného válečného zločince za dobu fungování tribunálu.
V roce 2017 o svých zkušenostech působení u ICTY vydal Dzuro v nakladatelství Grada knihu Vyšetřovatel, která byla v roce 2019 přeložena do angličtiny a vydána jako The Investigator. Na motivy této knihy společně s publicisty Janem Kužníkem a Zdenkěm Ležákem napsal v roce 2022 komiks Démoni balkánské války, který ilustroval Jakub Dušek. V roce 2022 natočil český režisér Viktor Portel dokument Vyšetřovatel, který je Dzuruvou knihou inspirován. V dokumentu se Vladimír Dzuro vrací na místa v bývalé Jugoslávii, kde jako vyšetřovatel působil.
Dzuro obdržel Čestnou medaili za trvalý přínos k budování a prosazování dobrého jména Policie České republiky, Plaketu Policie České republiky a také medaili Za dlouhodobý a mimořádný přínos pro budování bezpečí a míru. Od ministra obrany České republiky obdržel Vyznamenání Zlaté lípy. Od Generálního tajemníka OSN obdržel Cenu za dlouholetou službu.

## Dílo
- DZURO, Vladimír. Vyšetřovatel. 1. vyd. Praha: Grada, 2017. 280 s. ISBN 9788027105076.
- DZURO, Vladimir; KUŽNÍK, Jan; LEŽÁK, Zdeněk; DUŠEK, Jakub. Démoni balkánské války. Praha: Grada Publishing, 2022. ISBN 978-80-271-3260-7.